# Paróquias da arquidiocese de Aracaju
A Arquidiocese de Aracaju é dividida em quatro Vicariatos: São João Evangelista, São Lucas, São Marcos e São Mateus. Cada um destes vicariatos tem a sua organização a frente um sacerdote Vigário Episcopal. Os Vicariatos da Arquidiocese de Aracaju foram criados no dia 8 de dezembro de 2006. São 89 paróquias e cerca de 129 padres (entre diocesanos e religiosos). 

## Vicariato de São João Evangelista (Setor Vale do Cotinguiba)
- Paróquia São João Evangelista
- Paróquia Nossa Senhora do Rosário
- Paróquia Senhor dos Passos
- Paróquia Jesus, Maria e José
- Paróquia Sagrado Coração de Jesus
- Paróquia Nossa Senhora das Dores
- Paróquia Santa Rosa de Lima
- Paróquia Nossa Senhora da Conceição
- Paróquia Nossa Senhora da Purificação
- Paróquia Nossa Senhora Divina Pastora
- Paróquia Santo Amaro
- Paróquia Nossa Senhora do Carmo
- Paróquia São Cristovão
- Paróquia Nossa Senhora das Graças

## Vicariato São Lucas (Setor Agreste)
- Paróquia Santa Cruz e Sagrado Coração de Jesus
- Paróquia Santo Antônio e Almas
- Paróquia São Paulo
- Paróquia São José
- Paróquia Nossa Senhora da Boa Hora e São Roque
- Paróquia Imaculada Conceição e São Lucas
- Paróquia São Francisco de Assis
- Paróquia São José
- Paróquia São Domingos de Gusmão
- Paróquia Nossa Senhora do Bom Parto
- Paróquia São João Batista
- Paróquia Nossa Senhora Aparecida
- Paróquia São Miguel Arcanjo
- Paróquia Nossa Senhora do Carmo
- Paróquia Sagrado Coração de Jesus
- Paróquia Santa Terezinha
- Paróquia Nossa Senhora da Conceição
- Paróquia Nossa Senhora das Graças
- Paróquia Jesus Misericordioso

## Vicariato São Marcos (Setor Norte-Oeste)
- Paróquia Nossa Senhora da Vitória
- Paróquia Santuário Nossa Senhora Aparecida
- Paróquia Sagrado Coração de Jesus
- Paróquia Menino Jesus
- Paróquia Sagrada Família
- Paróquia São Marcos Evangelista
- Paróquia São Pedro Pescador
- Paróquia Nossa Senhora da Soledade
- Paróquia Senhor do Bomfim
- Paróquia São João Evangelista
- Paróquia Nossa Senhora do Loreto
- Paróquia São João Batista
- Paróquia Nossa Senhora do Socorro
- Paróquia São Francisco de Assis
- Paróquia São Pio X
- Paróquia Nossa Senhora das Graças
- Paróquia Nossa Senhora Rosa Mística
- Paróquia Nossa Senhora de Lourdes
- Paróquia Nossa Senhora D’ Ajuda
- Paróquia Santo Antônio
- Paróquia São Judas Tadeu
- Capela Nossa Senhora Mãe dos Pobres
- Paróquia Menino Deus
- Paróquia Sant`Ana
- Paróquia Nossa Senhora do Monte Serrat
- Paróquia Nossa Senhora Rosa Mistica
- Santuário Nossa Senhora de Fátima
- Paróquia Santa Clara de Assis

## Vicariato São Mateus (Setor Centro-Sul)
- Paróquia Nossa Senhora da Conceição (Catedral)
- Igreja São Salvador
- Paróquia Nossa Senhora Do Rosário
- Paróquia Nossa Senhora Auxiliadora
- Colégio Salesiano Nossa Senhora Auxiliadora
- Paróquia São José
- Santuário Nossa Senhora Menina
- Colégio Arquidiocesano Sagrado Coração de Jesus
- Paróquia Santa Luzia
- Paróquia Nossa Senhora de Fátima
- Paróquia Sagrado Coração de Jesus
- Paróquia Santa Luzia
- Paróquia Nossa Senhora do Santíssimo Sacramento
- Paróquia Nossa Senhora do Carmo
- Paróquia São Pedro e São Paulo
- Paróquia Jesus Ressuscitado
- Paróquia São Domingos Sávio
- Paróquia Nossa Senhora Rainha do Mundo
- Paróquia São José Operário
- Paróquia Nossa Senhora de Guadalupe
- Paróquia Nossa Senhora da Conceição - Mosqueiro
- Paróquia São Mateus
- Paróquia Santa Cruz
- Paróquia Nossa Senhora do Perpétuo Socorro
- Paróquia Santa Tereza D`Ávila
- Paróquia São José de Anchieta
- Paróquia São Francisco de Assis
- Paróquia Nossa Senhora Aparecida
- Paróquia Coração Imaculado de Maria
- Paróquia Bom Jesus dos Navegantes
- Paróquia Sagrada Família
- Paróquia Santa Lúcia
- Paróquia São Rafael
- Paróquia Santa Terezinha do Menino Jesus